# Annaberger Haubenstrupphuhn
Das Annaberger Haubenstrupphuhn ist eine im Jahr 1957 im erzgebirgischen Annaberg gezüchtete Haushuhnrasse. Ausgangsrassen waren das Chabos, das Seidenhuhn, Brabanter und die Appenzeller Spitzhauben. Die Rasse ist nur in Deutschland und dort nur sehr wenig verbreitet.
Dieses leichte Landhuhn zeichnet sich durch ein imposantes Erscheinungsbild mit Struppfedern und einer Spitzhaube aus. Diese Struppfiedrigkeit ist gemeinsam mit der nach oben hin etwas breiter werdenden Haube bei Hühnerrassen sehr ungewöhnlich. Die struppige Wirkung entsteht durch eine leicht angerollte, rückwärtige Krämmung der Federn.
Das Huhn benötigt einen großen Auslauf und in diesem Unterstellmöglichkeiten, da es ob der Struppfedern nässeempfindlich ist.
Eine Zwergform existiert nicht.

## Belege